# Ambians
|  | No s'ha de confondre amb Ambivarets. |

Els ambians (llatí: Ambiani) foren un poble gal de la Bèlgica esmentat per Cèsar el 57 aC, any en què es van sotmetre. Vivien a la vall del Somme i la seva capital era Samarobriva (després Ambiani, avui Amiens).
El significat del seu nom podria ser «aquells qui estan a banda i banda» (del Somme), ja que aquest poble ocupava les dues ribes d'aquest riu.